# UDRP
La Política de Resolució de Disputes de Noms de Domini Uniformes (en anglès Uniform Domain-Name Disputi-Resolution Policy o UDRP) és un procés establert per l'Internet Corporation for Assigned Names and Numbers (ICANN) per a resoldre disputes relacionades amb el registre de noms de domini d'Internet. La UDRP actualment s'aplica als dominis de nivell privat, i a alguns dominis de nivell superior geogràfics.
Quan una persona o entitat tria un nom de domini, aquest deu assegurar-se i garantir, entre altres coses, que el registre d'aquest nom no infligirà o violarà els drets d'un tercer. A més, ha d'acceptar l'arbitratge en cas que un tercer es queixi.